# Liste d'écrivains de langue galloise
On trouve ici une liste d'écrivains de langue galloise d'environ 1600 jusqu'à nos jours, dans tous les genres, en prose et en vers. Pour une liste des poètes traditionnels avant 1600, voir Liste des poètes de langue galloise. Pour les textes en prose du Moyen Âge, l'œuvre des auteurs anonymes, voir Mabinogion.

## A
- Robin Llwyd ab Owain (1958- )
- Richard Ithamar Aaron (1901-87)
- William Ambrose (Emrys) (1813-73)
- Gwynn ap Gwilym (1950- )
- Charles Ashton (1848-1899)

## B
- Thomas Baddy (m. 1729)
- William Ambrose Bebb (1894-1953)
- Hugh Bevan (1911-1979)
- Tom Beynon (1886-1961)
- John Blackwell (Alun) (1797-1841)
- Kate Bosse-Griffiths (1910-1998)
- Ben Bowen (1878-1903)
- David James Bowen (1925- )
- Euros Bowen (1904-1988)
- Geraint Bowen (1915- )
- Hydwedd Boyer (1912-1970)
- Siôn Bradford (1706-1785)
- Robert Bryan (1858-1920)

## C
- Rhys Cadwaladr (fl. 1666-90)
- Siôn Cadwaladr (fl. 1760)
- David Charles (1762-1834)
- Edward Charles (Siamas Gwynedd) (1757-1828)
- Thomas Charles (1755-1814)
- Irma Chilton (1930-90)
- Morys Clynnog (1525-81)
- Siôn Conwy (m. 1606)
- Richard Cynwal (m. 1634)

## D
- Edward Dafydd (Edward Bach) (fl. 1600-20?)
- John Dafydd (1727-1783)
- Marged Dafydd (Meg Ellis) (1950- )
- Morgan Dafydd (m. 1762)
- Thomas Dafydd (fl. 1765-1792)
- Aneirin Talfan Davies (1909-1980)
- Ben Davies (1864-1937)
- Bryan Martin Davies (1933- )
- Daniel John Davies (1885-1969)
- David Davies (Dewi Emlyn) (1817-1888)
- Edward Tegla Davies (1880-1967)
- Emyr Davies (1878-1950)
- Evan Davies (Myfyr Morgannwg) (1801-1888)
- Gareth Alban Davies (1926- )
- James Eirian Davies (1918- )
- James Kitchener Davies (1902-1952)
- Jason Walford Davies (1971- )
- John Davies de Mallwyd (c. 1567-1644)
- John Davies (Brychan) (1784?-1864)
- John Davies (Ossian Gwent) (1839-1892)
- John Cadvan Davies (1846-1923)
- John Glyn Davies (1870-1953)
- John Humphreys Davies (1871-1926)
- Lewis Davies (1863-1951)
- Pennar Davies (1911- )
- Richard Davies (1501?-1581)
- Richard Davies (Mynyddog) (1833-1877)
- Robert Davies (Bardd Nantglyn) (1769-1835)
- Thomas Glynne Davies (1926-1988)
- Walter Davies (Gwallter Mechain) (1761-1849)
- William Davies (Gwilym Teilo) (1831-1892)
- David Davies (Dafis Castellhywel) (1745-1827)
- Robert Jones Derfel (1824-1905)

## E
- Aled Eames (1921- )
- Marion Eames (1921-2007)
- Charles Edwards (1628-1691?)
- David Miall Edwards (1873-1941)
- Huw Lloyd Edwards (1916-1975)
- Hywel Teifi Edwards (1934- )
- Jane Edwards (1938- )
- Jenkin Morgan Edwards (1903-1978)
- Lewis Edwards (1809-1887)
- Owen Morgan Edwards (1858-1920)
- Roger Edwards (1811-1886)
- Thomas Edwards (Twm o'r Nant) (1739-1810)
- William Edwards (Gwilym Callestr) (1790-1855)
- William Thomas Edwards (Gwilym Deudraeth) (1863-1940)
- John Elias (1774-1841)
- John Roose Elias (1819-1881)
- Islwyn Ffowc Elis (1924-19**)
- David Elis (1736-1795)
- Robert Elis (Cynddelw) (1812-1875)
- Thomas Iorwerth Ellis (1899-1970)
- John Emyr (1950- )
- Edward Evan (1716-1798)
- Beriah Gwynfe Evans (1848-1927)
- Christmas Evans (1776-1838)
- Daniel Evans (Daniel Ddu o Geredigion) (1792-1846)
- Daniel Silvan Evans (1818-1903)
- Daniel Simon Evans (1921- )
- David Emrys Evans (1891-1966)
- Donald Evans (1940- )
- Einion Evans (1926- )
- Ellis Humphrey Evans (Hedd Wyn) (1887-1917)
- Evan Evans (Ieuan Fardd) (Ieuan Bryddydd Hir) (1731-1788)
- Evan Evans (Ieuan Glan Geirionydd) (1795-1855)
- Evan Gwyndaf Evans (1913-1986)
- Evan Keri Evans (1860-1941)
- Gwynfor Evans (1912-2005)
- Hugh Evans (1854-1934)
- John Evans (I.D. Ffraid) (1814-1875)
- John Evans (Y Bardd Cocos) (1826-1888)
- John Roberts Evans (1914-1982)
- Trebor Lloyd Evans (1909-1979)
- Tudor Wilson Evans (1928- )
- Theophilus Evans (1693-1767)
- Thomas Evans (Tomos Glyn Cothi) (1764-1833)
- Thomas Christopher Evans (1846-1918)
- William Evans (Wil Ifan) (1883-1968)
- Albert Evans-Jones (Cynan) (1895-1970)

## F
- George Fisher (1909-1970)
- Isaac Foulkes (1836-1904)
- Benjamin Francis (1734-1799)

## G
- William Richard Philip George (1912- )
- John Griffith (Y Gohebydd) (1821-1877)
- Owen Griffith (Ywain Meirion) (1803-1868)
- Robert Arthur Griffith (Elphin) (1860-1936)
- William John Griffith (1875-1931)
- Ann Griffiths (1776-1805)
- John Gwyn Griffiths (1911- )
- Elis Gruffydd (c.1490-c.1552)
- Ifan Gruffydd (1896-1971)
- Owen Gruffydd (c. 1643-1730)
- Robert Geraint Gruffydd (1928- )
- William John Gruffydd (1881-1954)
- William John Gruffydd (Elerydd) (1916- )
- Elen Gwdman (fl. 1609)
- Richard Gwyn (Richard White) (c. 1557-84)
- Robert Gwyn (c. 1540/50-1592/1604)
- Harri Gwynn (1913-1985)

## H
- Joseph Harris (Gomer) (1773-1825)
- Robert Holland (c. 1556/7-1622?)
- Isaac Daniel Hooson (1880-1948)
- Lewis Hopkin (1708-1771)
- Benjamin Thomas Hopkins (1897-1981)
- Mererid Hopwood
- Thomas Hudson-Williams (1873-1961)
- Annie Harriet Hughes (Gwyneth Vaughan) (1852-1910)
- Beti Hughes (1926-1981)
- Gwilym Rhys Hughes (1930- )
- Gwilym Thomas Hughes (1895-1978)
- Hugh Brython Hughes (1843-1913)
- Hugh Hughes (Y Bardd Coch o Fôn) (1693-1776)
- Hugh Derfel Hughes (1816-1890)
- Isaac Hughes (Craigfryn) (1852-1928)
- Jane Hughes (Deborah Maldwyn) (1811-80?)
- John Hughes (1775-1854)
- John Ceiriog Hughes (1832-1887)
- John Gruffydd Moelwyn Hughes (1866-1944)
- Jonathan Hughes (1721-1805)
- Mathonwy Hughes (1901-****)
- Richard Hughes (m. 1618)
- Richard Cyril Hughes (1932- )
- Stephen Hughes (1622-1688)
- Thomas Rowland Hughes (1903-1949)
- Edward Morgan Humphreys (1882-1955)
- Humphrey Humphreys (1648-1712)

## I
- Dafydd Ifans (1949- )

## J
- Angharad James
- Daniel James (Gwyrosydd)
- David Emrys James (Dewi Emrys) (1881-1952)
- Edward James (1569?-1610?)
- Evan James (Ieuan ap Iago) (1809-1878)
- James Spinther James (1837-1914)
- John Jenkin (Ioan Siengcin) (1716-1796)
- Dafydd Jenkins (1911- )
- David Jenkins (1912- )
- Geraint Huw Jenkins (1946- )
- John Jenkins (Gwili) (1872-1936)
- Joseph Jenkins (1886-1962)
- Robert Thomas Jenkins (1881-1969)
- John Thomas Jôb (1867-1938)
- Abel Jones (Y Bardd Crwst) (1829-1901)
- Alice Gray Jones (Ceridwen Peris) (1852-1943)
- Alun Jones (1946- )
- Alun Jeremiah Jones (Alun Cilie) (1897-1975)
- Bedwyr Lewis Jones (1933-1992)
- Dafydd Jones (Dafydd Jones o Drefriw) (1708-1785)
- Dafydd Jones (hymniste) (1711-1777)
- Dafydd Jones (Dewi Dywyll) (1803-1868)
- Dafydd Jones (Isfoel) (1881-1968)
- Dafydd Jones (poète) (1907- )
- David James Jones (Gwenallt) (1899-1968)
- David Richard Jones (1832-1916)
- David Watkin Jones (Dafydd Morgannwg) (1832-1905)
- Dyfed Glyn Jones (1939- )
- Edward Jones (hymniste) (1761-1836)
- Einir Jones (1950- )
- Elias Jones (Cocos-fardd y De) (fl. fin du XIXe siècle)
- Elizabeth Mary Jones (Moelona) (1878-1953)
- Elizabeth Watkin Jones (1888-1966)
- Emyr Jones (1914- )
- Evan Pan Jones (1834-1922)
- Frank Price Jones (1920-1975)
- Geraint Vaughan Jones (1904- )
- Gerallt Jones (1907-1984)
- Gwilym Meredydd Jones (1920-1992)
- Gwilym Richard Jones (1903-1993)
- Gwyn Erfyl Jones (1924- )
- Harri Pritchard Jones (1933- )
- Hugh Jones (1749-1825)
- Huw Jones (c.1710-c.1780)
- Idwal Jones (dramodydd) (1895-1937)
- John Jones (Jac Glan-y-gors) (1766-1821)
- John Jones (Ioan Tegid) (1792-1852)
- John Jones (Talhaiarn) (1810-1869)
- John Jones (Mathetes) (1821-1878)
- John Jones (Myrddin Fardd) (1836-1921)
- John Gwilym Jones (1904-1988)
- John Puleston Jones (1862-1925)
- John Richard Jones (1765-1822) (1765-1822)
- John Richard Jones (1923- )
- John Robert Jones (1911-1970)
- John Tudor Jones (John Eilian) (1904-1985)
- John William Jones (Andronicus) (1842-1895)
- Lewis Jones (Patagonia) (1897-1939)
- Morus Jones (Morus Cyfannedd) (1895-1982)
- Moses Glyn Jones (1913- )
- Nathaniel Cynhafal Jones (1832-1905)
- Nesta Wyn Jones (1946- )
- Owen Jones (Meudwy Môn) (1806-1889)
- Owen Wynne Jones (1828-1870)
- Peter Jones (Pedr Fardd) (1775-1845)
- Rees Jones (Amnon) (1797-1844)
- Richard Jones (Cymro Gwyllt) (1772-1833)
- Richard Goodman Jones (Dic Goodman) (1920- )
- Richard Lewis Jones (Dic Jones) (1934- )
- Robert Jones (1745-1829) (1745-1829)
- Robert Jones (1806-1896) (1806-1906)
- Robert Ambrose Jones (Emrys ap Iwan) (1848-1906)
- Robert Gerallt Jones (1934- )
- Robert Isaac Jones (Alltud Eifion) (1815-1905)
- Robert Lloyd Jones (1878-1962)
- Robert Maynard Jones (Bobi Jones) (1929- )
- Robert Tudur Jones (1921- )
- Roger Jones (1903-1982)
- Rowland Jones (Rolant o Fôn) (1909-1962)
- Rhiannon Davies Jones (1921- )
- Rhydderch Jones (1935-1987)
- Rhys Jones (o'r Blaenau) (1718-1802)
- Thomas Jones (Dinbych) (1756-1820)
- Thomas Jones (Glan Alun) (1811-1866)
- Thomas Jones (Tudno) (1844-1895)
- Thomas Jones (poète) (1860-1932)
- Thomas Jones (érudit) (1910-1972)
- Thomas Gwynn Jones (1871-1949)
- Thomas Llewelyn Jones (1915- )
- Tom Parri Jones (1905-1980)
- William Jones (1764-1822) (1764-1822)
- William Jones (Ehedydd Iâl) (1815-1899)
- William Jones (1896-1961) (1896-1961)
- William Ellis Jones (Cawrdaf) (1795-1848)
- William John Jones (1928- )
- William Morgan Jones (1864-1945)
- William Samuel Jones (Wil Sam) (1920- )

## K
- Edward Kyffin (c. 1558-1603)
- Morris Kyffin (c. 1555-1598)

## L
- John Langford (1640-1715/1716)
- Thomas Levi (1825-1916)
- Alun Tudor Lewis (1905-1986)
- Elis Lewis (fl. 1640-1669)
- George Lewis (1763-1822)
- Gwyneth Lewis
- Henry Lewis (1889-1968)
- Howell Elvet Lewis (Elfed) (1860-1953)
- Hugh Lewis (1562-1634)
- Hywel David Lewis (1910- )
- Lewis Haydn Lewis (1903-1985)
- Lewis William Lewis (1831-1901)
- Robyn Lewis (1929- )
- Saunders Lewis (1893-1985)
- Thomas Lewis (1759-1842)
- Timothy Lewis (1877-1958)
- William Lewis (fl. 1786-1794)
- William Robert Lewis (1948- )
- Gweneth Lilly (1920- )
- Gwyn Llewellyn (1940- )
- David Myrddin Lloyd (1909-1981)
- David Tecwyn Lloyd (1914-1992)
- Iorwerth Hefin Lloyd (Talfryn) (1920-1986)
- John Selwyn Lloyd (1931- )
- John Lloyd-Jones (1885-1956)
- Alan Llwyd (1948- )
- Morgan Llwyd (1619-1659)
- Alun Llywelyn-Williams (1913-1988)
- Robin Llywelyn

## M
- Judith Maro (1927- )
- Zechariah Mathers (1843-1934)
- Abraham Mathews (1832-1899)
- Edward Mathews (1813-1892)
- Hugh Maurice (1755?-1825)
- William Midleton (fl. 1550-1600)
- Gareth Miles (1938- )
- John Mills (Ieuan Glan Alarch) (1812-1873)
- Derec Llwyd Morgan (1943- )
- Dyfnallt Morgan (1917- )
- Elena Puw Morgan (1900-1973)
- Eluned Morgan (1870-1938)
- John Morgan (1688-1733)
- John James Morgan (1870-1954)
- Prys Morgan (1937- )
- Rhys Morgan (c.1700-c.1775)
- Thomas John Morgan (1907-1986)
- Esgob William Morgan (1545-1604)
- William Morgan (Gwilym Gellideg) (1808-1878)
- Dafydd Morris (1744-1791)
- Lewis Morris (Llywelyn Ddu o Fôn) (1701-1765)
- Richard Morris (1703-1779)
- William Morris, Blaenau Ffestiniog (1889-1979)
- William Morris (frère de Lewis Morris) (1705-1763)
- John Morris-Jones (1864-1929)
- Huw Morris (Eos Ceiriog) (1622-1709)
- Twm Morys

## N
- James Nicholas (1928- )
- Thomas Evan Nicholas (Niclas y Glais) (1878-1971)
- William Rhys Nicholas (1914- )

## O
- Owain Llewelyn Owain (1878-1956)
- Owain Meirion (IXe siècle)
- Owain Owain (1929-1993)
- Dafydd Owen (1919- )
- Daniel Owen (1836-1895)
- David Owen (Dewi Wyn o Eifion) (1784-1841)
- David Owen (Brutus) (1795-1866)
- Dyddgu Owen (1906-1992)
- Ellis Owen (1789-1868)
- Geraint Dyfnallt Owen (1908- )
- Gerallt Lloyd Owen (1944- )
- Goronwy Owen(Goronwy Ddu o Fôn) (1723-1769)
- Hugh Owen (1572-1642) (1572-1642)
- Hugh Owen (1615-1686) (1615-1686)
- Jeremy Owen (fl. 1704-1744)
- John Owen, Machynlleth (1757-1829)
- John Dyfnallt Owen (Dyfnallt) (1873-1956)
- Mary Owen (1796-1875)
- Mathew Owen (1631-1679)
- Owen Griffith Owen (Alafon) (1847-1916)
- William Owen (écrivain) (1890-1964)
- William David Owen (1874-1925)
- William Owen Pughe (1759-1835)

## P
- Dafydd Parri (1926- )
- Edward Parry (1723-1786)
- Gwenlyn Parry (1932-1991)
- James Rhys Parry (Eos Eyas) (c.1570-1625)
- John Parry (1775-1846)
- Robert Williams Parry (1884-1956)
- Thomas Parry (1904-1985)
- Winnie Parry (1870-1953)
- Thomas Herbert Parry-Williams (1887-1975)
- Ffransis George Payne (1900-1992)
- Iorwerth Cyfeiliog Peate (1901-1982)
- Meirion Pennar (1944- )
- Henri Perri (1560/1-1617)
- Ellis Pierce (Elis o'r Nant) (1841-1912)
- John Pierce (1890-1955)
- Michael Povey (1950- )
- John Price (1502-1555)
- Thomas Price (Carnhuanawc) (1787-1848)
- Caradog Prichard (1904-1980)
- Catherine Prichard (Buddug) (1842-1909)
- Evan Prichard (Ieuan Lleyn) (1769-1832)
- Rhys Prichard (Yr Hen Ficer) (1579-1644)
- Marged Pritchard (1919- )
- Edmwnd Prys (1543/4-1623)
- John Robert Pryse (Golyddan) (1840-1862)
- Robert John Pryse (Gweirydd ap Rhys) (1807-1889)
- Gwilym Puw (c.1618-c.1689)
- Edgar Phillips (Trefin) (1889-1962)
- Eluned Phillips (1915- )

## R
- Daniel Rees (1855-1931)
- Evan Rees (Dyfed) (1850-1923)
- Ioan Bowen Rees (1929- )
- John Roderick Rees (1920- )
- Sarah Jane Rees (Cranogwen) (1839-1916)
- Thomas Rees (1815-1885)
- Thomas Ifor Rees (1890-1977)
- Thomas Mardy Rees (1861-1953)
- William Rees (Gwilym Hiraethog)
- Edward Richard (1714-1777)
- Brinley Richards (1904-1981)
- David Richards (Dafydd Ionawr) (1751-1827)
- Melville Richards (1910-1973)
- Richard Richards (fl. 1838-1868)
- Thomas Richards (historien) (1878-1962)
- Thomas Richards (poète) (1883-1958)
- Thomas Richards (auteur dramatique) (1909- )
- William Leslie Richards (1916-1989)
- Gruffydd Robert (cyn 1532-wedi 1598)
- Absalom Roberts (1780?-1864)
- Brynley Francis Roberts (1931- )
- David Roberts (Dewi Havhesp) (1831-1884)
- Edward Roberts (Iorwerth Glan Aled) (1819-1867)
- Eigra Lewis Roberts (1939- )
- Elis Roberts (Elis y Cowper) (m.1789)
- Ellis Roberts (Elis Wyn o Wyrfai) (1827-1895)
- Emrys Roberts (1929- )
- Enid Pierce Roberts (1917- )
- Gomer Morgan Roberts (1904- )
- Griffith John Roberts (1912-1969)
- John Roberts (Siôn Robert Lewis) (1731-1806)
- John John Roberts (Iolo Carnarvon) (1840-1914)
- Kate Roberts (1891-1985)
- Robert Roberts (Silyn) (1871-1930)
- Robert Meirion Roberts (1906-1967)
- Samuel Roberts (S.R.) (1800-1885)
- Selyf Roberts (1912- )
- Thomas Roberts (1765/6-1841)
- William John Roberts (Gwilym Cowlyd) (1828-1904)
- John Roderick (Siôn Rhydderch) (1673-1735)
- Robert David Rowlands (Anthropos) (1853?-1944)
- Dafydd Rowlands (1931- )
- Eurys Rowlands (1926- )
- Ifan Rowlands (1879-1977)
- John Rowlands (1938- )
- Robert John Rowlands (Meuryn) (1880-1967)
- William Rowlands (Gwilym Lleyn) (1802-1865)
- Gilbert Ruddock (1938- )
- Edward Prosser Rhys (1901-1945)
- Manon Rhys (1948-)
- Morgan Rhys (1716-1779)
- Siôn Dafydd Rhys (1534-c.1619)

## S
- William Salesbury (c.1520-1584?)
- Edward Samuel (1674-1748)
- Azariah Shadrach (1774-1844)
- Ben Simon (c.1703-1793)
- Simwnt Fychan (c.1530-1606)
- Roger Smyth (1541-1625)

## T
- David Thomas (Dafydd Ddu Eryri) (1759-1822)
- David Thomas (Dewi Hefin) (1828-1909)
- David Thomas (historien) (1880-1967)
- Ebenezer Thomas (Eben Fardd) (1802-1863)
- Gwyn Thomas (poète) (1936- )
- Jennie Thomas (1898-1979)
- John Thomas (hymniste) (1730-1804?)
- John Thomas (Siôn Wyn o Eifion) (1786-1859)
- John Thomas (Ieuan Ddu) (1795-1871)
- John Thomas (llenor) (1821-1892)
- Oliver Thomas (c.1598-1652)
- Owen Thomas (1812-1891)
- Richard James Thomas (1908-1976)
- Robert Thomas (Ap Vychan) (1809-1880)
- Ronald Stuart Thomas (1913-19**)
- Thomas Jacob Thomas (Sarnicol) (1873-1945)
- William Thomas (Islwyn) (1832-1878)
- William Thomas (Gwilym Marles) (1834-1879)
- William Thomas (Glanffrwd) (1843-1890)
- Gwilym Richard Tilsley (Tilsli) (1911- )
- Thomas ab Ieuan ap Rhys (c.1510-c.1560)
- Angharad Tomos

## V
- Richard Vaughan (fl.1585-1624)
- Rowland Vaughan (c.1587-1667)

## W
- Rowland Walter (Ionoron Glan Dwyryd) (1819-1884)
- John Walters (linguiste) (1721-1797)
- Meurig Walters (1915-1988)
- Urien Wiliam (1929- )
- Dafydd William (1720/1-1794)
- Thomas Williams (1761-1844)
- David John Williams (1885-1970)
- David John Williams, Corris (1886-1950)
- David Mathew Williams (Ieuan Griffiths) (1900-1970)
- Edward Williams (Iolo Morgannwg) (1747-1826)
- Eliseus Williams (Eifion Wyn) (1867-1926)
- Elizabeth Williams (1862-1953)
- Erni Llwyd Williams (1906-1960)
- Fred Williams (1907-1972)
- Glanmor Williams (1920- )
- Griffith Williams (Gutyn Peris) (1769-1838)
- Griffith John Williams (1892-1963)
- Gwynne Williams (1937- )
- Harri Williams (1913-1983)
- Ifor Williams (1881-1965)
- Islwyn Williams (1903-1957)
- Jac Lewis Williams (1918-1977)
- John Williams (hymniste) (c.1728-1806)
- John Ellis Williams (1901-1975)
- John Ellis Williams (1924-)
- John Ellis Caerwyn Williams (1912- )
- John Griffith Williams (1915-1987)
- John James Williams (1869-1954)
- John Lloyd Williams (1854-1945)
- John Owen Williams (Pedrog) (1892-1973)
- John Richard Williams (J.R. Tryfanwy) (1867-1924)
- John Roberts Williams (John Aelod Jones) (1914- )
- Morris Williams (Nicander) (1809-1874)
- Moses Williams (1685-1742)
- Nathaniel Williams (1742-1826)
- Owen Williams (Owen Gwyrfai) (1790-1874)
- Peter Williams (1723-1796)
- Peter Bailey Williams (1763-1836)
- Richard Williams (Dic Dywyll) (c.1805-c.1865)
- Richard Williams (Gwydderig) (1842-1917)
- Richard Bryn Williams (1902-1981)
- Richard Hughes Williams (Dic Tryfan) (1878?-1919)
- Robert Williams (poète) (1744-1815)
- Robert Williams (Robert ap Gwilym Ddu) (1766-1850)
- Robert Williams (Trebor Mai) (1830-1877)
- Robert Dewi Williams (1870-1955)
- Robin Williams (écrivain) (1923- )
- Rowland Williams (Hwfa Môn) (1823-1905)
- Rhydwen Williams (1916-1997)
- Stephen Joseph Williams (1896-1992)
- Thomas Williams (Eos Gwynfa) (c.1769-1848)
- Thomas Williams (Gwilym Morgannwg) (1778-1835)
- Thomas Williams (Brynfab) (1848-1927)
- Thomas Arfon Williams (1935- )
- Thomas Marchant Williams (1845-1914)
- Waldo Williams (1904-1971)
- Watkin Hezekiah Williams (Watcyn Wyn) (1844-1905)
- William Williams (Pantycelyn) (1717-1791)
- William Williams (Caledfryn) (1801-1869)
- William Williams (Gwilym Cyfeiliog) (1801-1876)
- William Williams (Creuddynfab) (1814-1869)
- William Williams (Y Lefiad) (fl.1853)
- William Crwys Williams (1875-1968)
- William David Williams (1900-1983)
- William Llewelyn Williams (1867-1922)
- William Nantlais Williams (Nantlais) (1874-1959)
- Owen Williamson (*)
- Ellis Wynne (1671-1734)
- Eirug Wyn (*-2004)